# ルイス・メレンデス
ルイス・メレンデス(Luis Egidio Meléndez、1716年 - 1780年)は、スペインの画家である。生前あまり認められず窮乏の内に没したが今日では18世紀スペイン最高の静物画家であると認められている。構成や光の表現の見事さ、個々の対象の質感と量感を捉える卓越した技量が最もありふれた台所の食物を感動的なイメージに変容させている。

## 生涯
ルイス・エジディオ・メレンデス・デ・リベラ・デュラゾ・イ・サント・パドレ(Luis Egidio Meléndez de Rivera Durazo y Santo Padre)は1716年にナポリで生まれた。彼の父フランシスコ・メレンデス・デ・リベラ・ディアズ(1682年 - 1758年以後)はオビエド出身の細密画家だった。フランシスコは自分の兄の肖像画家ミゲール・ハシント・メレンデス(1679年 - 1734年)と共に絵画の修業のためにマドリードに移住した。ミゲールはフェリペ5世の宮廷画家になるためにマドリードで修業を続けたが、フランシスコは当時の最上とされたイタリア美術に接するため1699年にイタリアに向かった。フランシスコはイタリアのアカデミーを訪問することに特に関心がありナポリでマリア・ジョセファ・デュラゾ・イ・サント・パドレ・バリレと結婚しそこに落ち着いた。スペイン駐屯軍の兵士でほぼ20年間外国に住んだフランシスコが家族と共にマドリッドに帰った時ルイスは1歳だった。ルイスと兄弟のホセとアナは1725年に王の細密画家に任命された父の許で修業を始めた。彼自身によると「大使や外交使節への贈り物として宝石や腕輪をした王族の肖像を描く仕事を何年間かした」その後、スペインのフェリペ5世の宮廷画家ルイ・ミシェル・ヴァン・ロー(1707-1771)の工房に入った。1737年から1742年の間メレンデスはヴァン・ローのプロトタイプに基づいた王室の肖像画を国内外の市場のためにコピーする一群の画家の一員として働いており、少なくとも宮廷への足がかりを持っていた。そして宮廷画家としての名誉ある地位を狙っていた。
暫定的だが1744年に王立サン・フェルナンド美術アカデミーが開かれると父フランシスコは絵画部門の名誉理事となり、ルイスは最初に入学を許可された生徒の一人となった。彼は素描で優秀な成績を収めた。このアカデミーは静物画のように神話画、宗教画などに比べて格が低いと見られていたジャンルを容認しただけでなく、奨励したという点で進歩的だった。ルーブル美術館蔵の1747年の署名のある秀逸な自画像からも見て取れるように、この時点で彼は既に熟達した画家であった。しかし彼のキャリアは父フランシスコがアカデミーの学長を公然と攻撃し、自分のアカデミー設立者としての名誉を主張したことによるつまらない争いにより台無しにされてしまった。フランシスコはルイス自身に可燃物をアカデミーに運ばせたりした。フランシスコは教職を解かれ、ルイスも1748年6月15日に正式にアカデミーを退学となった。父と異なりルイスのプロとしての地位はおぼつかないものだった。若く独善的な彼はアカデミーのサポートを失った上に評判も悪くなった。若い芸術家は機会を求めてローマそしてナポリに向かった。ルイスは1748年から1752年にイタリアに滞在し、当時ナポリ王だったカルロ3世のために数点の作品(現在は失われている)を製作した。
1753年に起こったマドリッドのアルカサルでの火災で装飾合唱曲集が多数焼失すると、フランシスコは37歳になった息子をスペインに戻って細密画を描くのを手伝うよう説得した。ルイスは最終的には王家のために数十枚の静物画を描いたが王に仕えるよう正式に指名されることは生涯無かった。

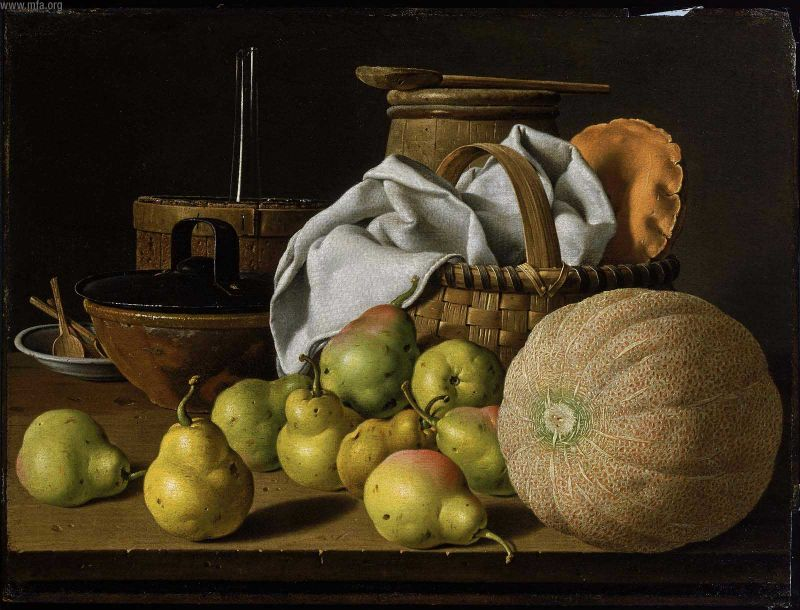
『メロンと洋ナシのある静物』(試訳)、カンバスに油彩、ボストン美術館

ルイス・メレンデスはマドリッド郊外で作品製作し最初は様々な主題を扱った。しかし彼のすぐれた力量にもかかわらず1760年に宮廷画家指名の請願が却下されて以降、宗教的な作品を手掛けるのはやめ静物画を専門とするようになった。依頼無しに製作できる静物画はアカデミーや王室のサポートを得ていない画家にとって収入源だった。後のカルロス4世となるアストゥリアス公所有の自然史博物館のために彼は1759年から1772年の間に少なくとも44点の静物画を製作している。スペイン以外で所有されている彼の作品は少ない。
すぐれた才能にもかかわらずルイスは生涯の殆どを貧困の内に過した。1772年の王への手紙には鉛筆しか持ち物が無いと打ち明けている。生前正当な評価を受けることなく1780年生涯を閉じた時も困窮していた。

## ボデゴン様式

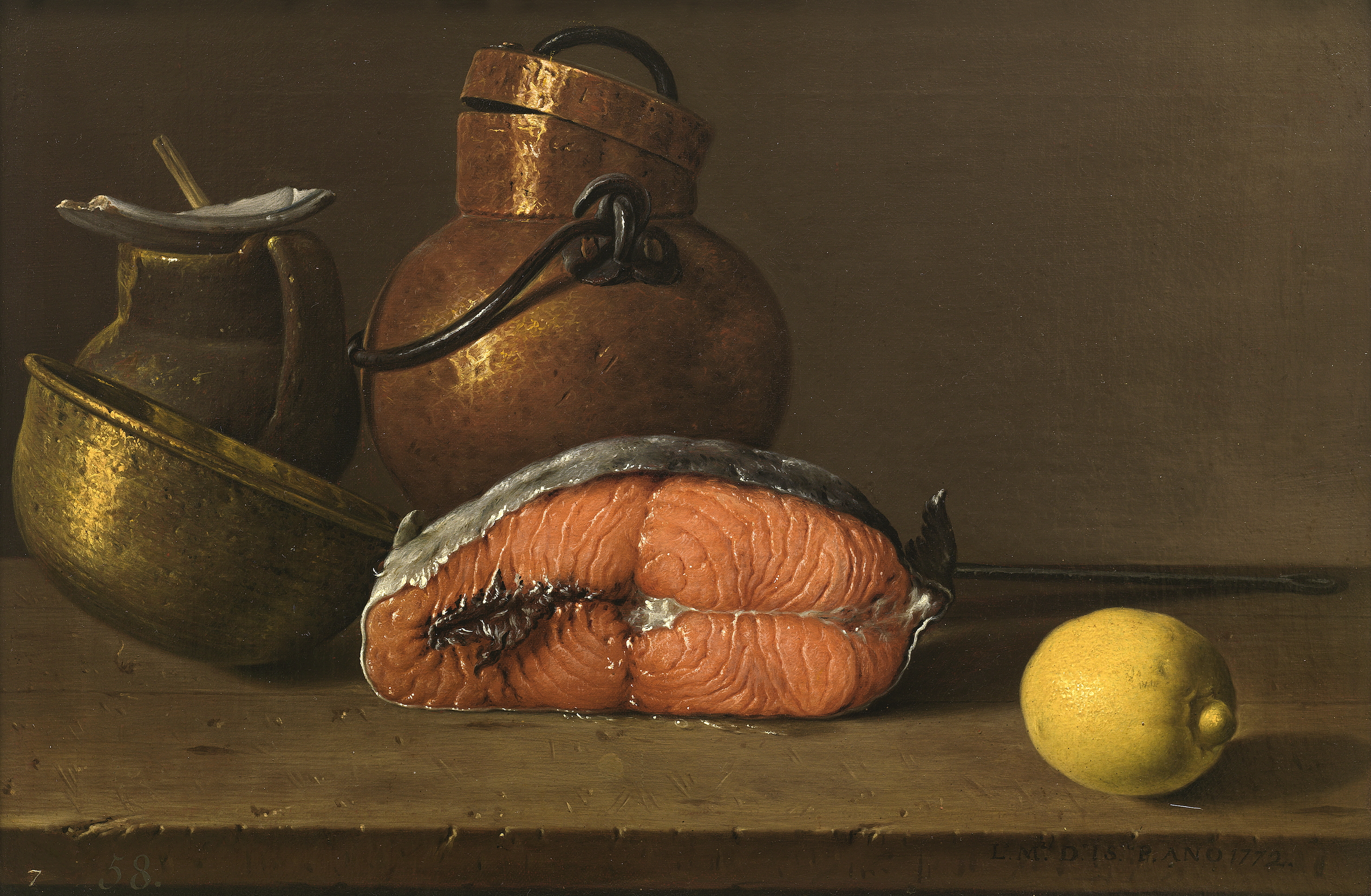
『鮭、レモン、三つの器のある静物』、カンバスに油彩、1772年、プラド美術館

ルイス・メレンデスは17世紀の巨匠サンチェス・コターンやフランシスコ・デ・スルバランらによって始められた禁欲的なスペイン静物画の伝統をリニューアルし豊かにした。過去の巨匠のようにメレンデスも野菜や果物、陶器やグラス、銅製ポットの質感、色そして光の効果を研究した。ただし17世紀の巨匠と違うのはメレンデスの場合対象物が物理的に近くに配置され、低く置かれた視点により鑑賞者に自分で対象を詳しく見るよう促している点である。この試みは高まりつつあった啓蒙精神や王の自然史への興味と軌を一にしていた。
メレンデスは静物を畏敬の念を持って描いた。彼を惹き付けたのは歴史や宗教の主題ではなく日常のありふれた物だった。彼は日常目にする何の変哲も無い物の形を並々ならぬ興味を持って観察した。メレンデスの一つ一つの作品は我々の視線を釘付けにし、圧倒する。そこには優れた構成の技術がある。洗練された巧妙な物体の構成は存在感とリアルな質感を伝えている。低い視点とクローズアップを用いたことにより机の上の対象物は比類なきモニュメンタリティを与えられている。量感を引き出す為の強めの光は描写の冴えを一層引き立たせている。
メレンデスは絵具の準備よりもライティングに時間を掛けたようだ。彼はレモン、銅製のポット、陶器のボウル、プラム、メロンなどの物の表面、縁、角がお互いを写す様子を描くことを好んだ。これは作品にリズムと生気与えている。ルイスは自分の作品を評してスペインの気候が産み出す食品を集めた興味深いキャビネットだと述べている。
プラド美術館以外に所蔵されている彼の作品に『オレンジとウォルナッツと砂糖菓子の箱ある静物』(試訳)(ナショナル・ギャラリー、ロンドン)、『皿に盛られたプラムと洋ナシ、果物籠のある静物』(試訳)(マサヴェウ・コレクション、アストリアス美術館、アストリアス)、『鯛とオレンジのある静物』(試訳)(個人蔵)などがある。